# Kaczerginie
Kaczerginie (lit. Kačerginė) – miasteczko na Litwie, położone w okręgu kowieńskim i w rejonie kowieńskim, nad rzeką Niemen. Liczy 715 mieszkańców (2001), siedziba starostwa Kaczerginie. 
Wieś założona w 2 połowie XIX wieku po parcelacji ziemi - nazwa pochodzi od nazwiska jednego z pierwszych osadników - Kačergius. Po I wojnie światowej miejscowości nadano nazwę oficjalną Pušilas (dosłownie Bór sosnowy), ale nazwa się nie przyjęła. 
W okresie międzywojennym powstało tu letnisko i w 1933 przyjęto oficjalnie litewską nazwę miejscowości Kačerginė. Od 1977 miasteczko, a od 1999 posiada własny herb.
W południowej części miejscowości znajduje się jedyny na Litwie tor wyścigowy Nemuno žiedas.